# تختگاه صفیار سلطان
تختگاه صفیار سلطان، روستایی است از توابع بخش گهواره و در شهرستان دالاهو استان کرمانشاه ایران.

## جمعیت
این روستا در دهستان گورانی قرار داشته و بر اساس سرشماری سال ۱۳۸۵ جمعیت آن (۱۸خانوار) ۸۸نفر
بوده است.